# Tibetský buddhismus

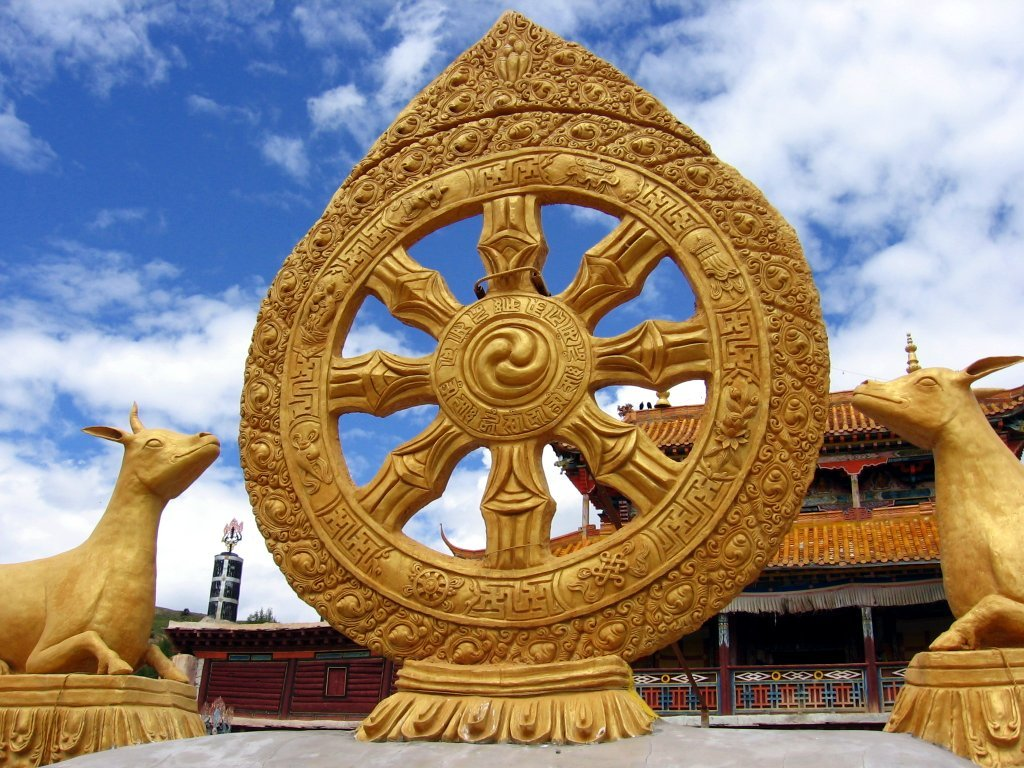
Tibetské kolo dharmy

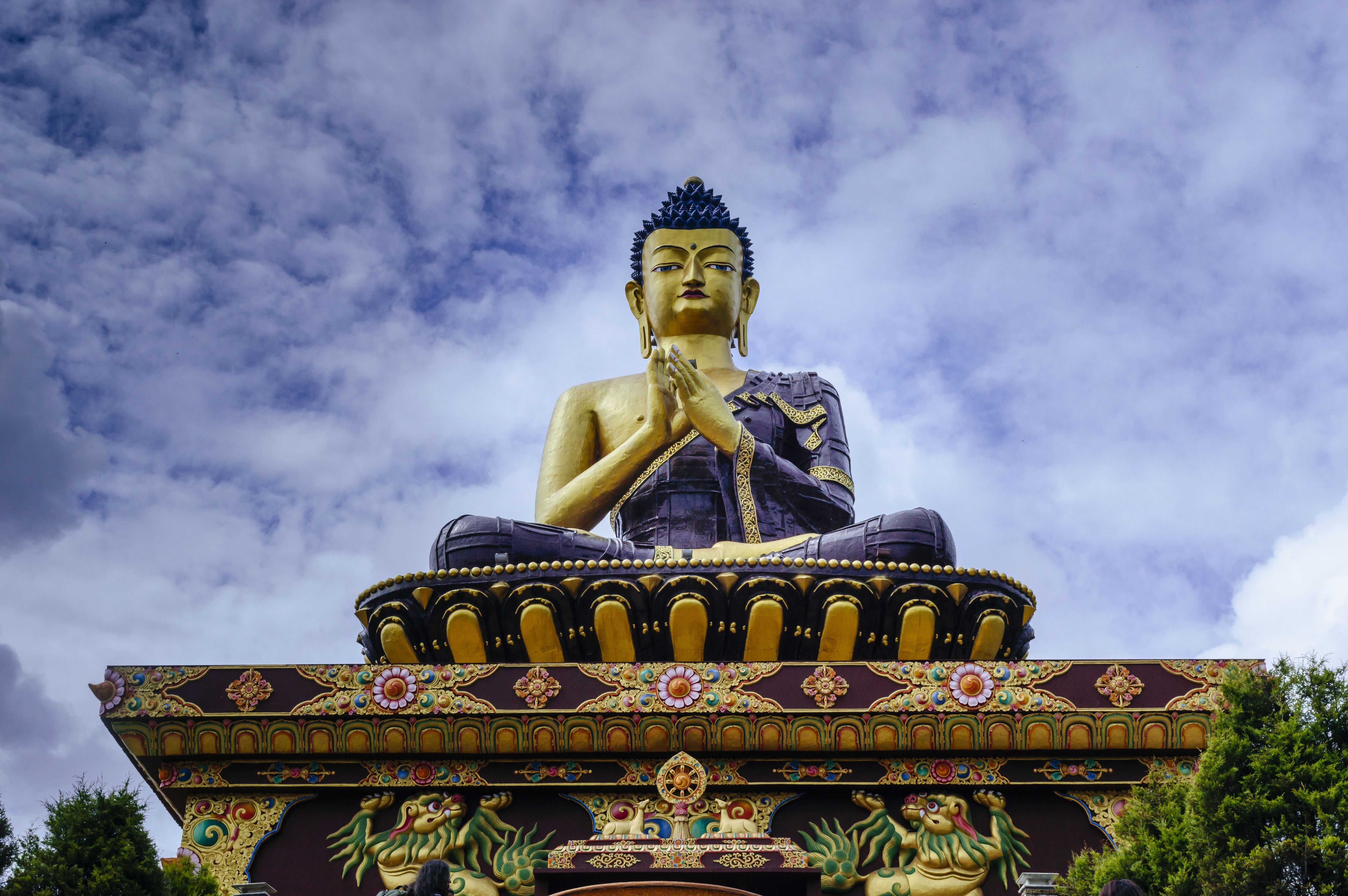
Velká tibetská socha Buddhy Gautamy v Sikkimu, Indie

Tibetský buddhismus, zastarale nazýván také jako „lámaismus“ (od slova láma, tj. duchovní učitel), je specifická forma buddhismu mající svůj původ v Tibetu. Dnes je rozšířený zejména v Tibetu, Bhútánu, Mongolsku, Nepálu, zemích Střední Asie a dalších oblastech podél Himálaje, v některých státech Indie (Ladak, Sikkim, Arunáčalpradéš) a také v několika regionech Ruska (Kalmycko, Burjatsko a Tuva) a Číny (Vnitřní Mongolsko a Sin-ťiang). Tibetský buddhismus vzešel z tradice mahájánového buddhismu ovlivněného tradicí tantry. Byl ovlivněn také starší tradicí tibetského šamanismu bön, původního animistického náboženství Tibetu před příchodem buddhismu.
Buddhismus se do Tibetu poprvé dostal v 7. století n. l., avšak plně se rozvinul až v 8. století zásluhou indických učenců, buddhistického pandity Šántarakšity a velkého duchovního mistra Padmasambhavy. Pod vlivem těchto a mnohých dalších indických učenců, praktikujících v Indii buddhismus ovlivněný tradicí tantry, se v Tibetu rozšířil především směr vadžrajánového buddhismu, tzv. „cesta tajemné mantry“. V tomto období, které se nazývá „první šíření“ buddhismu, byl postaven první klášter Samjä a přeloženy mnohé buddhistické texty do tibetštiny. Byla napsána kniha Bardo thödol, která je na západě více známá jako Tibetská kniha mrtvých a je dnes nejznámějším dílem tibetského buddhismu. Doba rozkvětu byla však za krále Langdarmy vystřídána pronásledováním a úpadkem. Tradice raného období dnes uchovává pouze nejstarší škola tibetského buddhismu zvané Ňingmapa. Centrálním učením Ňingmapy jsou také nauky dzogčhenu, které praktikují i stoupenci jiných škol tibetského buddhismu. Někteří učitelé tyto dzogčhenové nauky předávají v nepřerušené linii až do dnešní doby.
V 11. století následovala vlna „druhého šíření“. Obnovily se vztahy s indickými učenci a začaly vznikat nové školy a tradice. Učenec Atíša dal základ hnutí Kadampa, které se později stalo hlavním zdrojem pro školu Gelugpa. Marpa přinesl do Tibetu učení školy Kagjüpa a přibližně ve stejnou dobu byla založena škola Sakjapa.

## Školy tibetského buddhismu

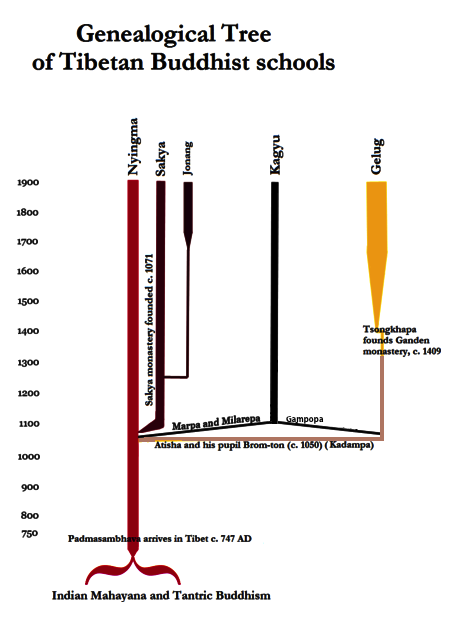
Chronologický vývoj jednotlivých škol tibetského buddhismu

Buddhismus v Tibetu se tradičně rozděluje do čtyř hlavních proudů: Ňingmapa, Kagjüpa, Sakjapa a Gelugpa. Ty se dělí na množství řádů a podškol. Každá má svého duchovního vůdce a vlastní styl výuky a praxe, který odpovídá potřebám různých lidí.

### Ňingmapa
Ňingmapa, (doslova „stará“) se také nazývá „řád červených čepic“. Vznikla v první vlně šíření buddhismu. Nejvýznačnější postavou tohoto řádu je Padmasambhava, který v předtuše budoucího stíhání buddhistů za krále Langdarmy ukryl množství vadžrajánových textů. Terma - jak se ukrytému textu říká, bude podle tradice objevena tehdy, až dozraje čas k jejímu pochopení. Hlavní učení Ňingmapy je dzogčhen (tib., skt. mahá ati, Velká dokonalost).

### Kagjüpa

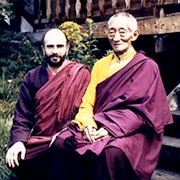
Kalu Rinpočhe (vpravo) a lama Denys v Karma Ling Institute, Savojsko

Kagjüpa se v Tibetu rozšířila díky Marpovi, který přinesl z Indie více odkazů od různých učitelů. Mezi hlavními těmito učiteli byl Náropa a Maitripa. Marpa nauky přeložil do tibetštiny a sloučil je do uceleného systému. Marpovým hlavním žákem byl Ngagpa a básník Milaräpa, který díky tomu, že praktikoval v jeskyních v obzvlášť tvrdých podmínkách je typickým představitelem Ngagpa. Mezi Milaräpovy hlavní žáky patřil buddhistický mnich Gampopa. Gampopovým žákem byl Düsum Khjenpa, kterého Gampopa rozpoznal jako prvního karmapu. Karmapa se stal prvním, který se vědomě znovuzrozuje a v dnešní době je hlavou linie Karma Kagjü jeho 17. inkarnace. Hlavním učením školy Kagjü je Velká pečeť (skt. mahamudra, tib. čhagčhen).

### Sakjapa

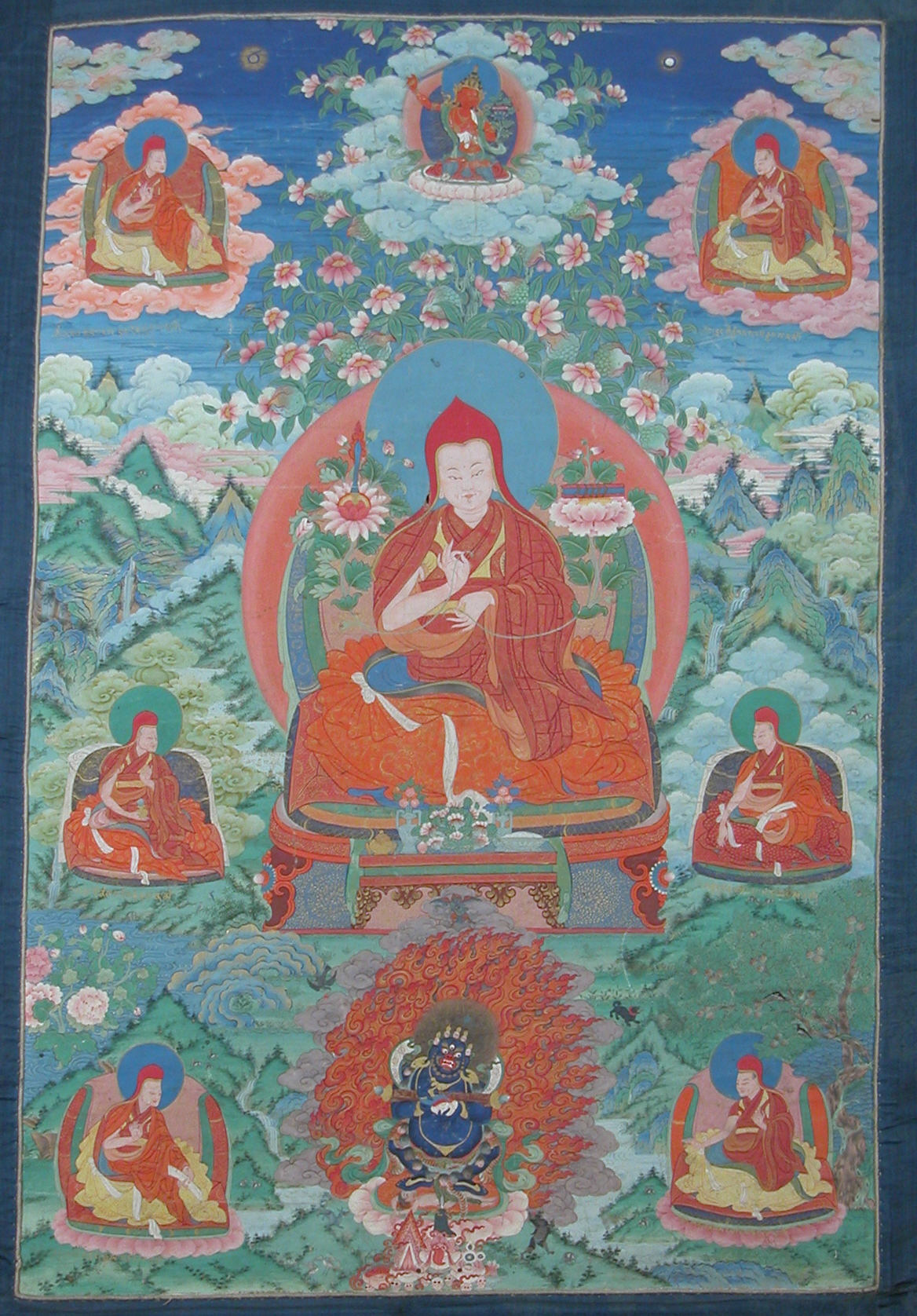
Sakja Pandita, thangka z 18. století

Sakjapa nese své jméno podle kláštera Sakja („Šedá země“), který leží jihozápadně od Žikace. Tato škola získala na krátkou dobu i světskou moc nad Tibetem. Hlavním učením je lamdre – cesta a výsledek. Hlavou linie je Sakja Tričhen rinpočhe.

### Gelugpa
Gelugpa, v překladu „Škola ctnostných tradic“, byla založena ve 14. století Congkhapou, který navázal na učení školy Kadampy. Gelugpě se podle pokrývek hlavy říká „řád žlutých čepic“. Mezi známé postavy této školy patří pančhenlama a dalajláma, který je zároveň světským vládcem Tibetu. Titul dalajláma (doslova „oceán moudrosti“) poprvé udělil 3. dalajlámovi mongolský chán. Dnešní, v pořadí již 14. dalajláma Tändzin Gjamccho, se od roku 1959 zdržuje v indickém exilu.

### Hnutí rime

Kolo dharmy (dharmačakra), symbol buddhismu (tibetská verze)

Od 19. století se objevují výraznější snahy překonat rozdíly a spory mezi jednotlivými školami a soustředit se na to, co mají společné. Jedním z velmi známých představitelů tohoto tzv. hnutí rime byl například Dilgo Khjence rinpočhe.

## Svátky
Řídí se tibetským lunárním kalendářem.
- Čhorul Düčhen - první úplněk lunárního kalendáře, připomínka čtyř Buddhových zázraků[1]
- Lhabab Düčhen - návrat Buddhy Šákjamuniho zpět na zemi z nebe Tušita[2]
- Losar = tibetský Nový rok, v chrámech většinou probíhá púdža a obětují se tisíce vonných tyčinek.[3]
- Saga Dawa = Buddhovy narozeniny[4]

Někdy se připomínají i dalajlámovy narozeniny, zejména v současné situaci trvající čínské okupace Tibetu. V tyto dny se vždy objevují mírová témata v této souvislosti.

## Galerie

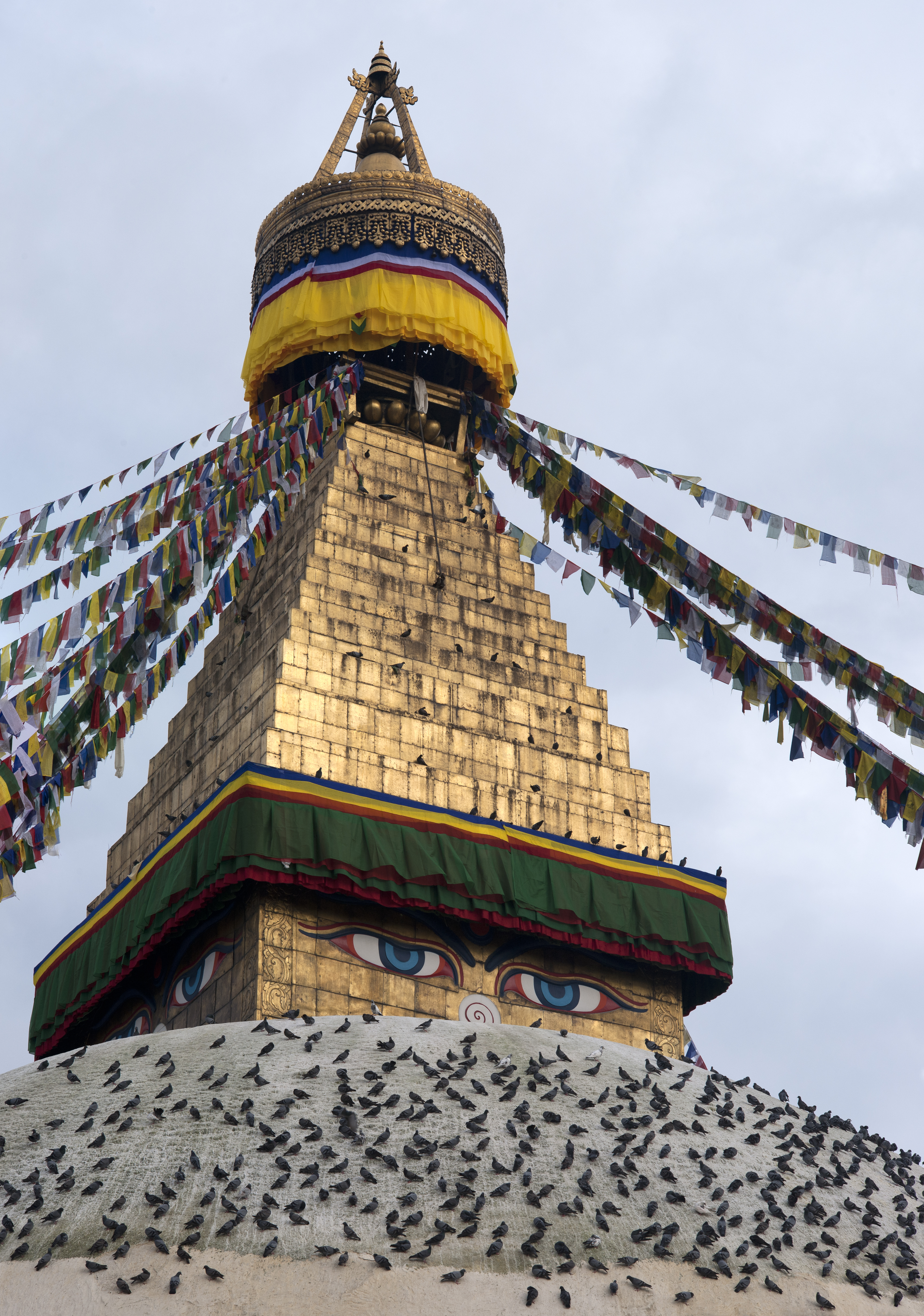
stúpa v nepálském Káthmándú
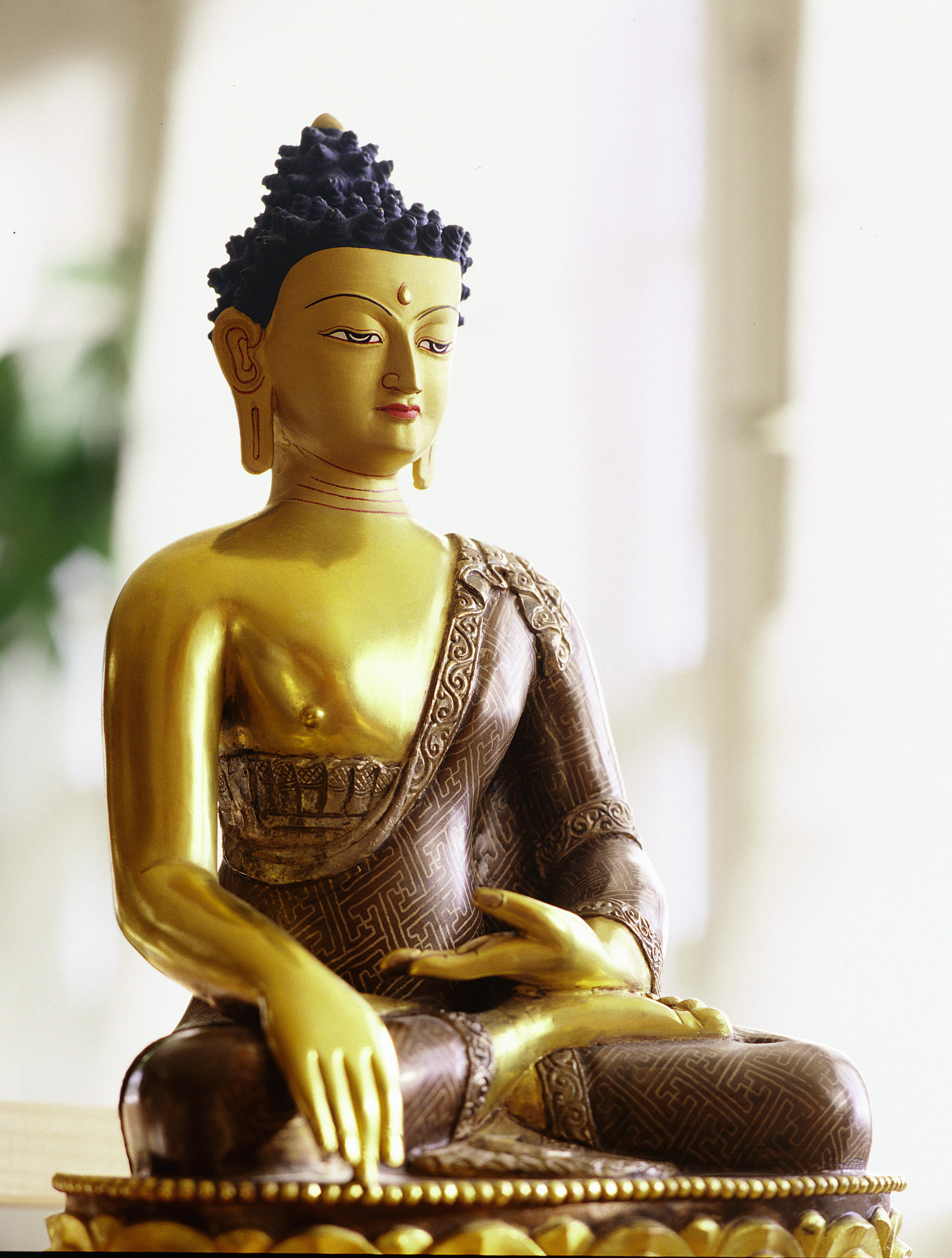
Buddha Šákjamuni, tibetská soška
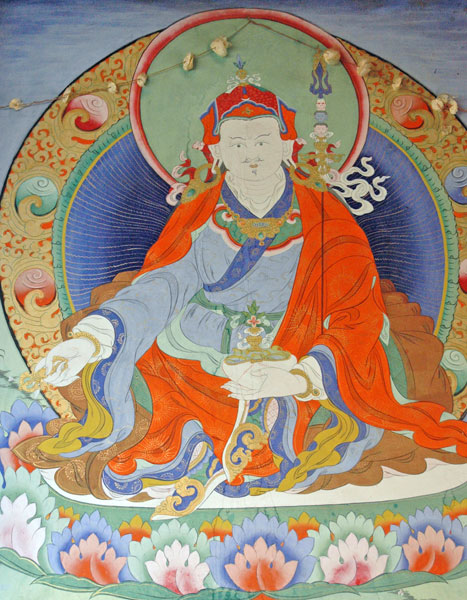
Padmasambhava
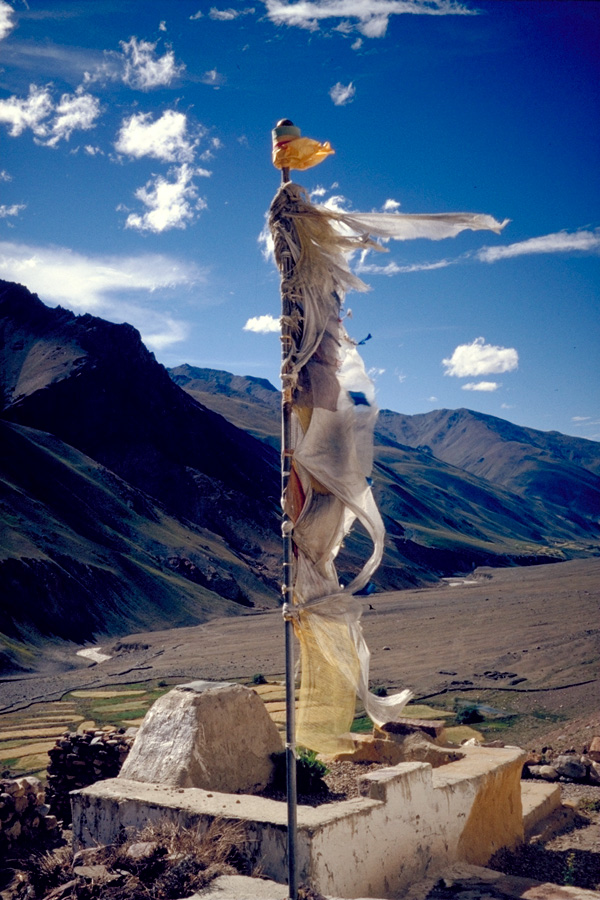
modlitební vlajky, tib. lungta – větrný kůň
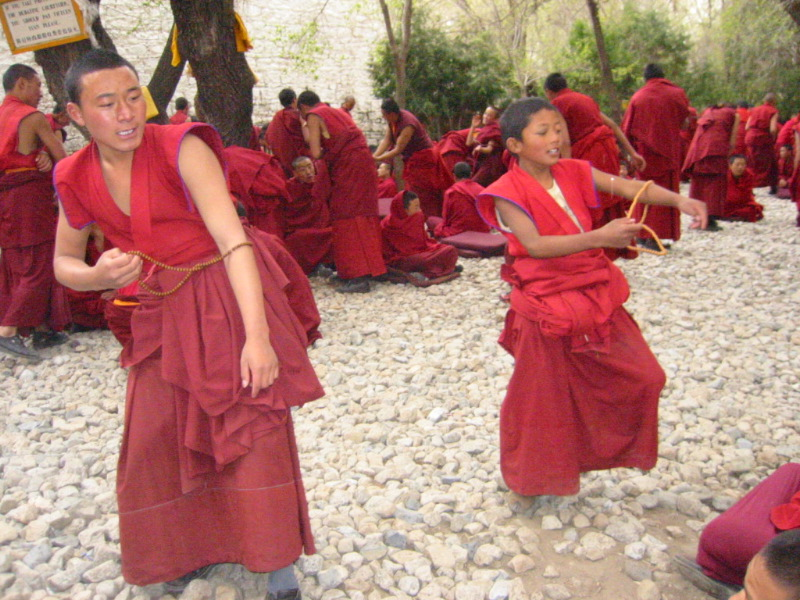
mniši v klášteře Däpung
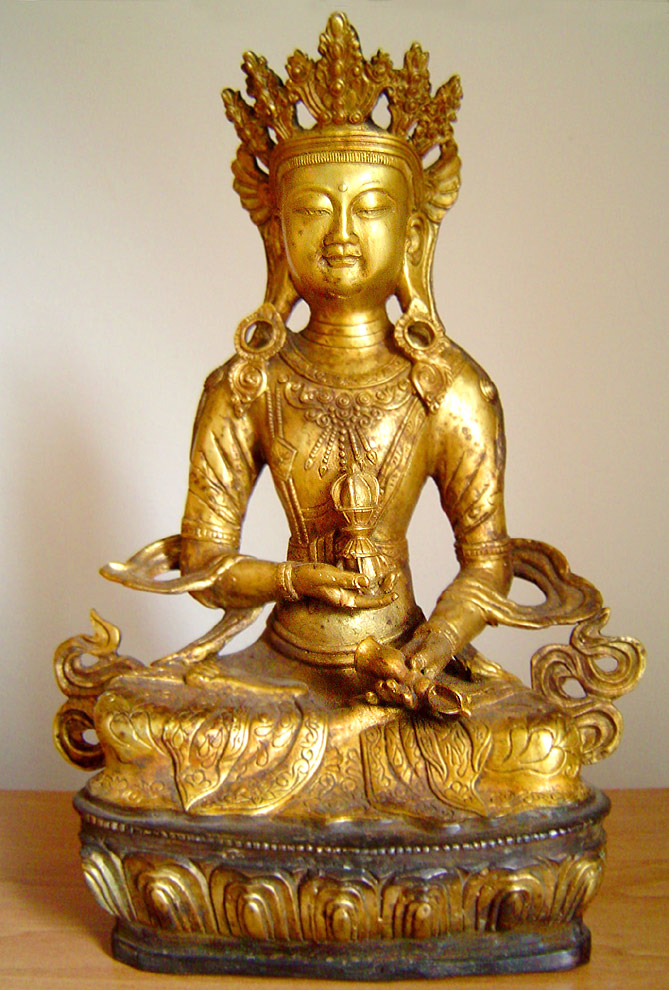
Vadžrasattva
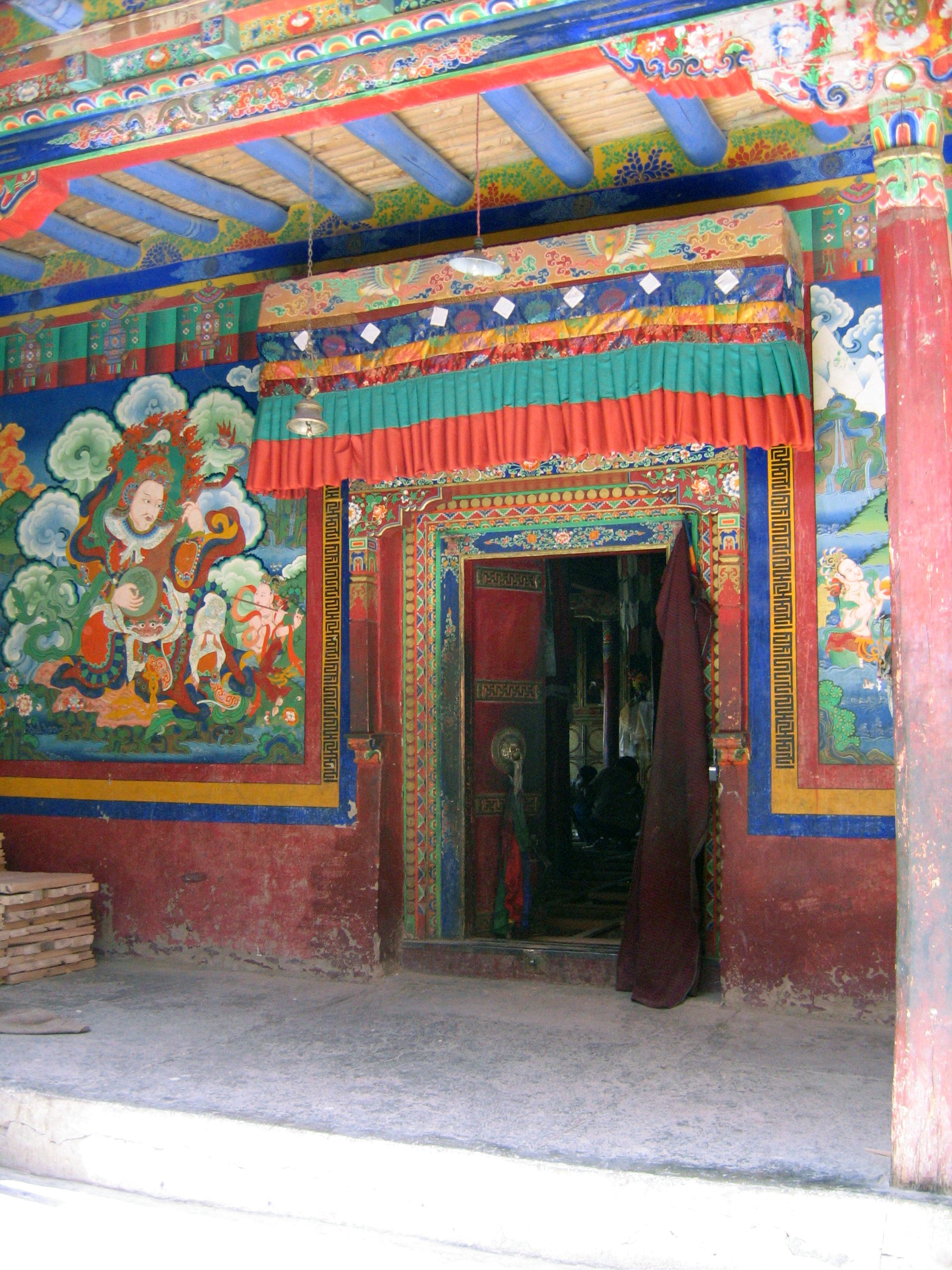
klášter Lamajuru
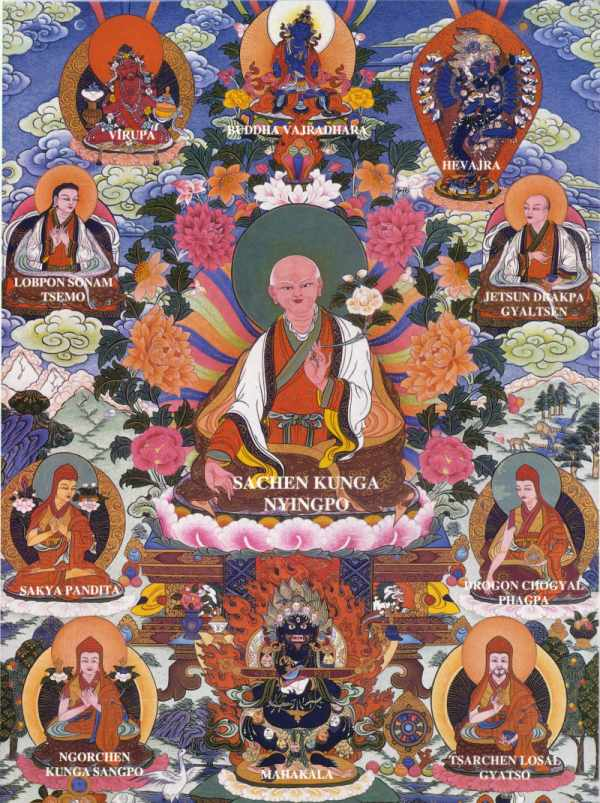
Sakjapa
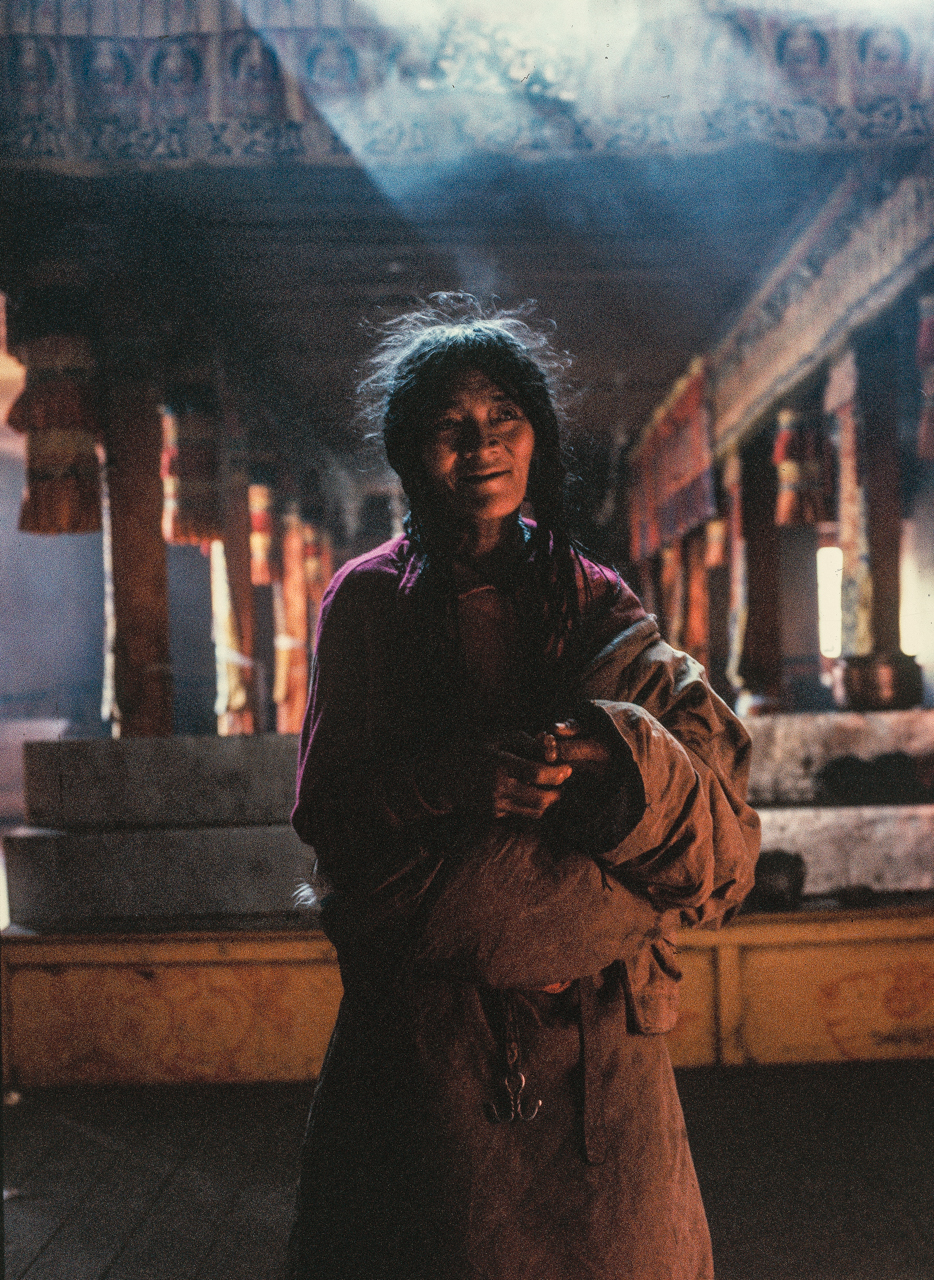
poutnice v klášteře Gandän, Tibet